# Baldulus acus
Baldulus acus är en insektsart som beskrevs av Delong 1950. Baldulus acus ingår i släktet Baldulus och familjen dvärgstritar. Inga underarter finns listade i Catalogue of Life.